# 湖角龍屬
湖角龍屬（學名：Kulceratops）是角龙亚目恐龍的一屬。牠生存於下白堊紀的阿爾布階，是當時的少數角龍類恐龍之一。湖角龍的化石很少，只有在中亞發現的上頜與牙齒碎片，所以被認為是疑名。

## 發現與命名
正模標本（編號CCMGE No. 495/12457）是一個左上頜骨，骨頭前段已斷裂。在1914年，俄羅斯地質學家Dmitrievich Arkhangelsky發現這個化石，發現於烏茲別克的霍賈庫爾組（Khodzhakul Formation）地層。在1995年，列夫·尼索夫（Lev Nessov）將這個化石描述、命名。模式種是庫爾湖角龍（K. kulensis），「kul」在烏茲別克語意為「湖泊」。

## 分類
湖角龍屬於角龍亞目，角龍類恐龍是群植食性恐龍，擁有類似鸚鵡的喙狀嘴，生存於白堊紀的北美洲與亞洲。所有的角龍類恐龍在白堊紀末期滅絕。湖角龍是已知最古老的新角龍類，列夫·尼索夫將湖角龍歸類於古角龍科。之後的其他研究人員，將湖角龍歸類於新角龍的基礎物種、或者是原角龍科。由於湖角龍的化石相當零碎，目前狀態是疑名。

## 食性
如同所有角龍類恐龍，湖角龍是植食性恐龍。在白堊紀期間，開花植物的地理範圍有限，所以湖角龍可能以當時的優勢植物為食，例如：蕨類、蘇鐵、針葉樹。牠們可能使用銳利的喙狀嘴咬下樹葉或針葉。

## 外部連結
- http://www.thescelosaurus.com/ceratospia.htm%5B%5D
- http://web.me.com/dinoruss/de_4/5a78e67.htm （页面存档备份，存于）